# Hélio dos Santos
Hélio dos Santos, conosciuto semplicemente come Hélio (... – 1973), è stato un calciatore brasiliano, di ruolo difensore.

## Biografia
Muore prematuramente nel 1973. Il figlio Macula ne seguirà le orme, divenendo anch'egli calciatore.

## Carriera
Nel 1967 viene ingaggiato dal Bangu come riserva di Mário Tito. Nell'estate dello stesso anno disputò il campionato nordamericano organizzato dalla United Soccer Association: accadde infatti che tale campionato fu disputato da formazioni europee e sudamericane per conto delle franchigie ufficialmente iscritte al campionato, che per ragioni di tempo non avevano potuto allestire le proprie squadre. Il Bangu rappresentò gli Houston Stars, che concluse la Western Division al quarto posto finale.
L'anno seguente viene ceduto al Valeriodoce